# Пламя (фильм, 1923)
Пламя (нем. Die Flamme) — немецкий художественный немой фильм 1922 года режиссёра Эрнста Любича. Фильм основан на пьесе Ганса Мюллера. В Соединенных Штатах он был выпущен на экраны под названием «Монмартр». Это последний фильм Э. Любича снятый им в Германии до эмиграции в США и работе в Голливуде.
Премьера состоялась 2 апреля 1923 года. Фильм пользовался большим успехом у немецкой публики.

## Сюжет
Париж XIX века. Наивный молодой композитор уходит от строгой матери к проститутке. Однако, будучи не в силах оставить свои буржуазные привычки, он воспринимает новую жизнь, как опасное приключение и, раскаявшись, возвращается домой к любящей его матери.

## В главных ролях
- Пола Негри — Иветта
- Дженни Марба — мать Адольфа
- Герман Тимиг — Адольф
- Альфред Абель[англ.] — Гастон
- Хильде Вернер — Луиза
- Фердинанд фон Альтен — Манн фон Вельт
- Фрида Рихард  — мадам Васаль
- Якоб Тидтке[нем.] — месье Борель
- Макс Адальберт — журналист